# Kézdi-Kovács László
Kézdi-Kovács László (Pusztaalsócikola, 1864. január 11. – Budapest, 1942. január 7.) festő és művészeti író.

## Életpályája
Ligeti Antal útmutatásai mellett, akadémiai tanulmányok nélkül kezdett festeni. 1886-tól szerepelt kiállításokon. 1893-tól a Pesti Hírlap képzőművészeti kritikusa. 1902-ben kiadta Barabás Miklós emlékiratait. 1908–1921 között három gyűjteményes kiállítása volt. 
Több alkalommal rendezett gyűjteményes kiállítást és nyert díjakat. Kritikáit az akadémista szellem jellemezte. Erdőrészlet című festményét a velencei Galleria d'Arte Moderna, Száguldó vihar és a Malom az erdőben című műveit pedig a Magyar Nemzeti Galéria őrzi.

## Festményei
- Feleségem a szakácsnők gyöngye (1893)
- Holdtölte a Velencei tavon (1898)
- Út az erdőben (1902)
- Izzó-narancs ősz (1904)
- Római fürdői kertünk udvara (1914)
- Nyírfaerdők (1914)
- Alkonyi fények (1919)
- Holt Duna őszidő (1928)